# هيو دبليو. كروس
هيو دبليو. كروس (بالإنجليزية: Hugh W. Cross)‏ هو محامي وسياسي أمريكي، ولد في 24 أغسطس 1896 في الولايات المتحدة، وتوفي في 15 أكتوبر 1972. حزبياً، نشط في الحزب الجمهوري. وقد انتخب عضو مجلس نواب إلينوي.